# Willie Dunn
Pour les articles homonymes, voir Dunn.
William « Willie » Dunn, né le 14 août 1942 à Montréal et mort le 5 août 2013 à Ottawa, est un chanteur et compositeur canadien. Il est aussi cinéaste de l'équipe de cinéastes autochtones de l'ONF, il réalise en fait l'un des tout premiers documentaires issus de l’équipe de cinéastes autochtones du programme Société nouvelle (Challenge for Change), Son court-métrage: The Ballad of Crowfoot (1968, 10 minutes) est considéré comme le tout premier vidéoclip canadien. Le court-métrage de Willie Dunn, chanteur folk d’origine mi’kmaq-écossaise, raconte la situation des autochtones au Canada à travers la vie d’Isapo-Muxika (alias Pieds-de-Corbeaux), un personnage historique de haute importance. L’esthétique du film, constitué d’un montage de photographies d'archives accompagné d’une ballade interprétée par Willie Dunn en musique de fosse, crée de toutes pièces ce qui deviendra la facture du vidéoclip. Le film a reçu plusieurs prix dont le Gold Hugo pour le meilleur court-métrage au festival international du film de Chicago de 1969. 

## Biographie
Son origine micmac est une source d'inspiration dans son travail.

## Discographie
| Année | Album                      |
| ----- | -------------------------- |
| 1972  | Willie Dunn                |
| 1978  | Akwesasne Notes            |
| 1980  | The Pacific                |
| 1983  | The Vanity of Human Wishes |
| 1999  | Metallic                   |
| 2004  | Son of the Sun             |